# Luis Martínez Kléiser
Luis Martínez Kléiser (Madrid, 1883 - 1971) fou un escriptor, folklorista i paremiòleg espanyol, membre de la Reial Acadèmia de la Llengua espanyola.

## Vida
Martínez Kléiser es doctorà en dret (1903) per l'aleshores Universidad Central de Madrid. Fou tinent d'alcalde de Madrid (1909) i col·laborà en diversos diaris (ABC, etc). Va ser acadèmic corresponent de la Reial Acadèmia de la Història, de la de “Buenas Letras” de Sevilla i la de “Bellas Artes” de Málaga. Va ingressar a la Reial Acadèmia Espanyola el 1946 amb el discurs d'ingrés Oración a la palabra i en el silló R, on el va succeir Fernando Lázaro Carreter.
Fou nomenat fill adoptiu de Cuenca per la seva tasca de promoció de la cultura de Cuenca. La seva família paterna era originària d'Astúries.

## Obra
Va publicar diverses novel·les i poesia, de caràcter tradicional. I alguns estudis de tipus històric i cultural. És sobretot conegut pel seu treball com a paremiògraf: el Refranero general ideológico español (1953) ha estat reeditat diversos cops i encara és citat com a font per a la paremiologia espanyola.

## Publicacions

### Paremiologia
- Refranero general ideológico español Madrid: Hernando, 1953 (ressenya de Denah Lida a ‘’Nueva Revista de Filología Hispánica’’, Año 11, No. 3/4 (Jul. - Dec., 1957), pp. 395-397
- El tiempo y los espacios de tiempo en los refranes Madrid: Librería General de Victoriano Suárez, 1945
- El refranero de la casa: Conferencia Madrid, 1928 (Imp. de la Ciudad Lineal)

### Novel·la
- Rarezas (1904)
- Esteban Rampa (1905)
- El vil metal Madrid, Imp. Helénica, [1906?]
- La obispilla (1907)
- El número 30. Diario de una navegación en el que la navegación es lo de menos. Madrid: Rivadeneyra, 1922.
- Rosa petrificada Madrid: Nuestra novela, 1925
- Talegos de Talegas: Novela de costumbres Madrid: Victoriano Suárez, 1929.
- Los hijos de la hoz Madrid, 1931 (Cuenca: Imp. Moderna)
- Carcajada, (1942).

### Teatre
- Petición difícil. Monólogo cómico Madrid: R. Velasco, 1917
- Niña Sol: Boceto de Comedia dramática en un acto Madrid: Editorial Católica, 1942.

### Assaig
- El mundo novelado de Pereda. Conferencia(1907),
- Los nombres de las antiguas calles de Madrid. Conferencia leída... en la Exposición del Antiguo Madrid, el 4 de marzo de 1927 (Madrid: Tip. Alberto Fontana, 1927).
- Descripción de la Semana Santa de Sevilla (1924).
- Pedro Antonio de Alarcón. Un viaje por el interior de su alma y a lo largo de su vida Madrid: Librería Victoriano Suárez, 1943
- Cuenca : Paisajes y monumentos. Artículos prólogo de Ángel González Palencia. Madrid, 1944
- Indicador de rutas Artísticas de Cuenca y su provincia, guía vademecum Librería general de Victoriano Suárez, Calle Preciados, 48. Madrid, 1930.
- Cuartillas de antaño Madrid: Patronato Social de Buenas Lecturas, [s.a.]
- De Monsieur Vicente de Paul a San Vicente de Paul Madrid: Acción Católica Española, 1944.
- Emocionario de Oviedo Oviedo: Botas y Flórez, 1939
- La poesía de Fray Luis de León: espejo de su alma y de su vida. Conferencia leída en el Teatro de Cervantes de Cuenca Cuenca, 1928] (Talleres Tipográficos del Seminario Conciliar)
- La villa de Villagrana de Zumaya: Apuntes y pormenores históricos

### Història
- Guía de Madrid para el año 1656. Publícala 270 años más tarde, Don Luis Martínez Kleiser. S.l., s.n., 1926 (Madrid: Imp. Municipal).
- Del siglo de los chisperos (1925)
- Otro gran capitán de nuestro Imperio: Historia prodigiosa y novelesca de Hernán Cortés... para las juventudes españolas Plasencia: Sánchez Rodrigo, 1942

### Lírica
- De hondos sentires, Madrid: Renacimiento, 1915 y, con una Carta-Prólogo de Francisco Rodríguez Marín, Madrid: Sucesores de Rivadeneyra, 1915]
- Fruto y Flor: Poesías Madrid, Victoriano Suárez, sin año.
- La llama. Poesías de Luis Martínez Kleiser Madrid: Huelves y Cia., 1933